# Johan Gabriel Carlén
Johan Gabriel Carlén, skriftställare,  född 9 juli 1814 på egendomen Hasslekärr i Hångsdala socken, död 6 juli 1875 i Stockholm. Gift 20 januari 1841 med författarinnan Emilie Flygare-Carlén. Bror till Richard Theodor Carlén (1821–1873) och Octavia Carlén.
Efter avlagd hovrättsexamen 1837 vid Uppsala universitet prövade Carlén först ämbetsmannabanan men drogs till litteratöryrket. Hans genombrott kom med de skillingtrycksliknande Romanser ur svenska folklifvet (1846). Carlén var känd i Stockholm som en glad sällskapsbroder, och var vän till August Blanche och Fredrik August Dahlgren. Av Bellmans skrifter ombesörjde han 1855–61 en utgåva, som blivit särskilt känd på grund av sina kultur- och personhistoriska noter.
Den blekingske poeten Pehr Thomasson diktade 1848 ett poem till Carléns ära efter utgivningen av Romanser ur Svenska Folklifvet.